# Autoroute A315 (France)
Pour les articles homonymes, voir A315.
L'autoroute A315, aussi appelée la Messine, est une autoroute entourant Metz vers l'aéroport de Metz-Nancy-Lorraine.

## Sorties
- Échangeur entre A315 et A4 : Paris, Reims, Thionville, Luxembourg (A31) (depuis et vers Paris, demi-échangeur)
- Échangeur entre A315 et A314 : La Corchade, Vallières, Borny, Metz - centre (sens ouest-nord/nord-ouest)
- Échangeur entre A315 et A314 : (A4) Saint Avold, Boulay, Saarbrücken, Strasbourg (sens sud-est/est-sud)
- Metz - Borny : Metz
- A315 devient RN 431 en direction Metz-sud et A31 direction Nancy

## Lieux sensibles
(uniquement les lieux à bouchons et les pentes dangereuses):